# Франциско Гомез де Сандовал
Франциско Гомез де Сандовал (Тордесиљас, Шпанија, 1553. - Ваљадолид, Шпанија, 17. мај 1625) је био војвода Љерма и најутицајнији шпански политичар током владавине Филипа III (1598-1621).

## Биографија
Франциско је рођен 1553. године у Тордесиљасу. Припадао је знаменитој, веома старој шпанској породици Сандовала. Филип III (1598-1621) је представљао супротност своме претходнику, Филипу II. Био је то пасиван владар током чије владавине је главна личност био Франциско Гомез де Сандовал, војвода Љерма. Он стиче највећи политички положај у земљи (привадо). Иако је дуго времена најјача европска држава, Шпанија показује многе слабости: велики расходи, неправедан порески систем, застарелост војне организације и поморских снага, емиграција, замрла привреда и сл. Љерма није био способан да спроведе потребне реформе. Требало је преуредити порески систем како би се смањила оптерећења за Кастиљу која је највише погођена порезима. Љерма избегава да опорезује богате како би спречио отпоре. Уместо тога повећава продају положаја. Једини Љермин значајнији успех је закључење дванаестогодишњег примирја са Низоземском 1609. године. Користећи се успесима генерала Спиноле, Љерма је присилио Низоземску на примирје. Тиме је, међутим, формално признао њену независност дајући јој право да тргује са Шпанијом и шпанским колонијама. Љерма 1604. године окончава рат са Енглеском. Са Француском 1612. године закључује савез против Турака.
Љерма и његови саветници проводе протеривање Мориска из Шпаније. У питању је део становништва које је било немогуће асимиловати. Њихово питање протеже се још од пада Гранаде. Највише их је било у Валенсији. Морисци су оптужени за везе са хугенотима у Француској. Државни савет 1609. године одлучује да се они протерају из Шпаније. У присуству војске, Морисци напуштају своје домове у Валенсији, а њихова имовина прелази у руке Шпанаца. Морисци у Кастиљи остају на својој земљи. Већина Мориска бежи у Африку где умире од глади, исцрпљености или сукоба са муслиманима. Протеривање Мориска проузрокује велике губитке у пољопривреди у Арагону и Валенсији. Преко 275.000 их је протерано. Католичка црква у Шпанији је на врхунцу моћи. Власт инквизиције је апсолутна. Приходи цркве су огромни. У време Филипове владавине Мадрид прелази 100.000 становника. Финансијско стање земље је забрињавајуће, а Љерма не успева да га реши. Наследио га је син, Кристофер де Сандовал, војвода Учеда (1619). Ни он нема способности за потребне реформе. Краљ умире 1621. године. Наслеђује га син, шеснаестогодишњи Филип IV (1621-1665). Нови владар ослања се на савете и мишљења саветника и министара. Најистакнутији је Гаспар Гузман, војвода Оливарес. Он постепено уклања своје противнике са положаја. Сандовал одлази у затвор, а Љерми се забрањује долазак у Мадрид. Франциско је умро 1625. године у Ваљадолиду.

## Потомство
Франциско је имао двоје деце:
- Кристобал де Сандовал, војвода Учеда
- Хуана де Сандовал